# Brasilianisches Portugiesisch
Brasilianisches Portugiesisch (portugiesisch português brasileiro, português do Brasil) ist eine Varietät des Portugiesischen, die in Brasilien gesprochen wird. Sie unterscheidet sich vom Europäischen Portugiesisch unter anderem durch viele Lehnwörter aus indianischen (Tupi, Guarani) und afrikanischen (Yoruba, Kimbundu, Mandinka) Sprachen.

## Allgemeines
Brasilien zählt – als größtes Land der Lusophonie (portugiesischsprachige Länder) – laut letzten Zahlen des brasilianischen Statistikamtes gut 215 Millionen Einwohner, wovon der überwiegende Teil Portugiesisch als Muttersprache hat.
Die ibero-romanischen Sprachen gehen im Wesentlichen auf das Vulgärlatein (Sermo plebejis) der Söldnertruppen des Römischen Reiches auf der Iberischen Halbinsel (= Spanien und Portugal) zurück, und sie sind einander ähnlich genug, dass sich (von den zusammen weniger als 1,5 Millionen Einwohnern Guyanas, Surinames und Französisch-Guayanas abgesehen) alle Lateinamerikaner mittels Semi-Kommunikation miteinander verständigen können, wobei alle ihre jeweils eigene Sprache sprechen und einander halbwegs verstehen. In der Praxis kommt es dabei oft zu Portuñol (português + español) genanntem Code-Switching, vergleichbar zum Spanglish (Spanish + English) vor allem in den südlichen US-Bundesstaaten.
Während sich das Portugiesische in Angola und Mosambik weitgehend an der europäischen Norm orientiert, unterscheidet sich das Portugiesische Brasiliens in sämtlichen Aspekten mehr oder weniger deutlich von dem Portugals. Im Folgenden wird brasilianisches Portugiesisch als BP und europäisches Portugiesisch als EP abgekürzt.

## Emanzipation
Angesichts der zunehmenden Differenzen der beiden Varietäten des Portugiesischen in Portugal und Brasilien nahm – wie in vielen anderen ehemaligen Kolonien europäischer Staaten, z. B. Argentinien – seit den 1930er Jahren ein patriotisches Bewusstsein für die Besonderheit der eigenen Sprache zu, was sich in Begriffen wie língua oficial oder língua nacional äußerte, letzterer zurückgehend auf den gleichnamigen und programmatischen Titel von João Ubaldo, einem der grundlegenden Theoretiker des erstarkenden sprachlichen Nationalbewusstseins. Seither befindet sich die brasilianische Varietät in einem Prozess der Emanzipation von der des ehemaligen Mutterlandes. Ein Beispiel hierfür ist, dass das ehemalige Fach Língua portuguesa e literatura brasileira ‚Portugiesische Sprache und brasilianische Literatur‘ im Lehrplan allgemeinbildender Schulen im Laufe der 1990er Jahre allmählich durch Língua e literatura brasileira ‚Brasilianische Sprache und Literatur‘ abgelöst worden ist.
Die vergangenen Jahrzehnte brachten aber die Tendenz zur erneuten Annäherung bei den Schriftformen des EP und BP. Das zwischen den portugiesischsprachigen Staaten abgeschlossene Rechtschreibeabkommen von 1990 legt gemeinsame Schreibweisen fest. In den vergangenen Jahren ist es in Brasilien und Portugal umgesetzt worden und somit existiert im Gegensatz zum amerikanischen Englisch und dem britischen Englisch für das Portugiesische eine einheitliche Rechtschreibung. Nur in wenigen Ausnahmefällen (deutlich weniger als 1 % des Wortschatzes) existieren weiter getrennte Schreibweisen.

## Aussprache

Vokaldreieck des BP

Die Konsonanten des BP

In keinem Aspekt unterscheiden sich die beiden großen in Portugal und Brasilien gesprochenen Varietäten des Portugiesischen so deutlich wie in der Phonetik (Aussprache). Eine Beurteilung kann sich nur deskriptiv (beschreibend) auf den allgemeinen Sprachgebrauch stützen, da ausdrücklich präskriptive (vorgeschriebene) Normierungen für keine der beiden Varietäten vorhanden sind, so wie sie für die Hochlautung des Deutschen bestehen, z. B. Duden-Aussprachewörterbuch, Großes Wörterbuch der deutschen Aussprache (GWDA), Siebs’ Deutsche Aussprache.
So sind beispielsweise die Konsonanten (Mitlaute) [⁠β⁠], [⁠ð⁠], [⁠ɣ⁠] des EP im BP nicht mehr vorhanden, ebenso das velare dunkle L [⁠ɫ⁠] des EP, wie im Englischen, Ripuarischen (im Rheinland, vergleiche das bekannte Kölle [kɶɫə] der Kölner) und auch im westfälischen Teil des Ruhrgebietes vorkommend (vergleiche die Nachfrage der Dortmunder woll? [vɔɫ]). Das stimmhafte gutturale /⁠ʁ⁠/ des EP, das dort manchmal auch noch als gerolltes Zungenspitzen /⁠r⁠/ wie im Spanischen gesprochen wird, ist im BP weitgehend verschiedenen Varianten gewichen. Üblich sind gutturale Laute, die anders als in Portugal jedoch stimmlos sind. Je nach Sprecher findet man hier glottales /⁠h⁠/, velares /⁠x⁠/ oder uvulares /⁠χ⁠/. Die Variante /⁠r⁠/ kommt im äußersten Süden ebenfalls vor. Die plosiven Alveolare [⁠d⁠] und [⁠t⁠] werden nur im BP wiederum je nach Person und Gegend vielfach vor [⁠i⁠] bzw. [⁠ɪ⁠] zu [ʤɪ] und [ʧɪ] affriziert. Das dunkle L [⁠ɫ⁠] des EP wird im BP, wenn es am Silbenende steht, zu [⁠ʊ⁠] vokalisiert, wodurch der vorangegangene Vokal (Selbstlaut) zum Diphthong (Doppellaut) wird. Der im EP äußerst häufige Schwa [⁠ə⁠] oder [⁠ɨ⁠] (Murmel-e) existiert im BP nicht und wird stattdessen als [⁠ɪ⁠] ausgesprochen. Insgesamt neigt das EP zur Fortisierung (Verstärkung) der Konsonanten und Schwächung der Vokale bis hin zu Syn- und Apokopen (Vokalschwund), wohingegen das BP fast grundsätzlich die Konsonanten lenisiert (weicht) und die Vokale hebt oder diphthongisiert, jedenfalls deutlich ausspricht, wodurch die grundsätzlich auch im EP vorhandene spezifische Qualität der nasalen Vokale besonders betont wird.

## Wortschatz
Das BP wird unter Substratwirkung (Einfluss einer ansonsten sozio-kulturell unterlegenen Sprache auf die herrschende) vor allem durch zahlreiche Indianismen aus dem Tupí-Guaraní (Tupinismen) und anderen indigenen Sprachen bereichert, z. B.:
- ya-karé (wörtl.: zur Seite guckend) > BP jacaré (Kaiman)
- ibá + káti (wörtl.: duftende Frucht) > BP abacaxi (Ananas)

Einige davon haben als Fremd- und Lehnwörter Eingang in den Wortschatz des Deutschen gefunden, z. B.:
- acayu (wörtl.: kleine Frucht) > BP caju > (am.) engl. cashew > dt. Cashew (vgl. französisch cajou mit bewahrter Lautung)
- naná (wörtl.: stark duftende Frucht) > BP ananás > dt. Ananas
- mbaracayá > BP maracujá > dt. Maracuja (Passionsfrucht)
- pará (wörtl.: Meer, großer Fluss) > Bundesstaat Pará (am Meer) > BP (castanha do) Pará > dt. Paranuss
- pirá + ãi (wörtl.: Schnitt, Biss) > BP piranha  bzw. span. piraña > dt. Piranha

Daneben haben auch einige Wörter des BP als Neologismen (neue Wörter) mit durchweg gleichbleibender Rechtschreibung Eingang in den Wortschatz des Deutschen gefunden, die nicht aus den indigenen Sprachen des Landes stammen, z. B.:
- BP cachaça > dt. Cachaça (Zuckerrohrschnaps)
- BP caipirinha > dt. Caipirinha
- BP telenovela  > dt. Telenovela

Die indigenen Sprachen spiegeln sich vor allem in der Toponymie (Ortsnamen) des Landes wider, z. B.:
- Paraná (Bundesstaat, wörtl.: Schneller Fluss)
- Curitiba (Hauptstadt des Bundesstaates Paraná, wörtl.: Kiefernhain)
- Rio Iguaçu (Fluss im Süden des Landes, größte Katarakte der Welt, wörtl.: Großer Fluss)
- Riacho do Ipiranga (Flüsschen durch São Paulo, wörtl.: Roter Fluss)
- Sorocaba (Stadt im Bundesstaat São Paulo, wörtl.: Zerfurchte Erde)

Daneben haben durch die portugiesische Kolonialmacht als Sklaven aus Afrika Zwangsverschleppte ihre lexikalischen Spuren in diversen Afrikanismen hinterlassen, z. B.:
- carimbo (Stempel) und bunda (Hintern) aus dem angolanischen Kimbundu

Auch im Erbwortschatz haben sich Unterschiede entwickelt, z. B.:
- EP pequeno almoço vs. BP café da manhã (Frühstück)
- EP cruzeta vs. BP cabide (Kleiderbügel)
- EP telefonada vs. BP ligação (Telefonanruf)
- EP carro eléctrico vs. BP bonde (Straßenbahn)
- EP hospedeira vs. BP aeromoça (Flugbegleiterin)
- banheiro (EP casa de banho vs. BP Badezimmer; Toilette)
- carona (EP Schwarzfahrer vs. BP Mitfahrgelegenheit)
- comboio (EP (Waggon-) Zug vs. BP Konvoi)
- rapariga (EP Mädchen vs. BP pejorativ leichtes Mädchen)

bis hin zu wenigen eindeutigen Falschen Freunden, z. B.:
- bicha (EP Menschenschlange vs. BP abwertend vulgär Schwuler)

## Grammatik
Die Grammatik des BP weicht von dem in Portugal gebräuchlichen Standard leicht ab. Besonders auffällig ist der fast allgemein verbreitete Verlust der Personalpronomina tu und vós, die in der 2. Person (Singular und Plural) konjugiert werden. Während das europäische Portugiesisch nur die vós-Form verloren hat (an deren Stelle vocês eingetreten ist), wurde in Brasilien auch die tu-Form durch das Pronomen você ersetzt. Você war ursprünglich eine Höflichkeitsform und wird mit der 3. Person konjugiert. In den südlichen Bundesstaaten sowie in den Amazonasstaaten hat sich die Benutzung der 2. Person dagegen weithin erhalten. Allerdings besteht in der Umgangssprache ein Trend, das tu zu gebrauchen, aber das Verb in der dritten Person zu konjugieren (also wie bei Verwendung von você).
Des Weiteren ist die Stellung der obliquen Personalpronomina im Satz oft eine andere.
Ein weiterer Unterschied zu der portugiesischen Varietät besteht darin, dass zur Bildung der Imperativformen in der Umgangssprache häufig einfach die normale Indikativform verwendet wird, so zum Beispiel espera anstelle von espere ‚warte!‘. In der Schriftsprache ist allerdings der korrekte Imperativ zu verwenden.

## Sprachbeispiel
Allgemeine Erklärung der Menschenrechte, Artikel 1:

“Artigo primeiro. Todos os seres humanos nascem livres e iguais em dignidade e direitos. São dotados de razão e consciência e devem agir em relação uns aos outros com espírito de fraternidade.”

„Artikel Eins. Alle Menschen sind frei und gleich an Würde und Rechten geboren. Sie sind mit Vernunft und Gewissen begabt und sollen einander im Geist der Brüderlichkeit begegnen.“